# Мајка православна
Мајка православна је песма Владимира Назора. 

## Настанак песме
Песму је у јануару 1943. године, убрзо након што је Назор пребегао у партизане. Био је запањен затеченим призорима попаљеног Кордуна и масовних усташких злочина над српским становништвом.

## Текст песме
Јеси ли се насједила на гаришту куће своје,

             – Ох, та кућа б'једна! – 

Тражећ оком и руком кол'јевчицу малог Јове,

Иконицу светог Ђорђа и ђерђефић твоје Руже?

Све је сада дим и пепел, све прогута чађа тавна – 

Ти, сломљена крепка грана, најбједнија међ женама,

              Мајко православна!

Јеси ли се находала ногама, што једва носе,

             Ох, те ноге болне!

Јеси ли се уморила тражећ Руму, краву своју,

Краву своју, хранитељку старе баке и дјечице?

Да л' је вуци растргоше, ил' је сакри шума тавна?

Не мучи се! За кога би сада били сир и мл'јеко,

              Мајко православна?

Јеси ли се наплакала над судбином друга свога,

              О друже љубљени!

Издајом га уловише, као пса га измлатише,

Мучили га, везали га, бацали га у тамнице.

И он, кога срце вукло дјела вршит тешка и славна,

Као хром се богаљ врати, да ти умре на рукама,

              Жено православна.

Јеси ли се накукала изнад оне страшне јаме,

              О јамо проклета!

Гдје са гркљаном пререзаним дјеца твоја сада леже

Покрај баке, и гдје мајку своју зову, за њом плачу;

И боје се, јер је рупа пуна људи, влажна, тавна.

Шутиш. Печат шутње јад је на уста ти ударио,

              Мајко православна.

Бл'једиш, тањиш и кочиш се, но бол немој гушит своју,

              Бол ти предубоку!

Пусти, нека тужба твоја одјекује широм земље

И нек траје вјековима. Нека чују, у што сада

Прометну се сјета твоја, твоја туга стара, давна.

– Шутиш. Бл'једиш. И ореол мучеништва већ те круни,

              Мајко православна.

У попаљеном српском селу

код Вргинмоста,

I 1943